# AfroCan 2019
Navigation
Angola 2023
L'AfroCan 2019 est la 1re édition de l'AfroCan, une compétition organisée par la FIBA Afrique et réunissant les clubs africains de basket-ball masculins.  Le tournoi a lieu à Bamako (Mali) du 19 au 27 juillet 2019.

## Équipes qualifiées
| Équipe        |
| ------------- |
| Algérie       |
| Angola        |
| Côte d'Ivoire |
| Égypte        |
| Guinée        |
| Kenya         |
| Mali          |
| Maroc         |
| Nigeria       |
| RD Congo      |
| Tchad         |
| Tunisie       |

## Finale
| Date            | Équipe à domicile | Équipe à l'extérieur | Score |
| --------------- | ----------------- | -------------------- | ----- |
| 27 juillet 2019 | RD Congo          | Kenya                | 82-61 |

## Classement de la compétition
| Place                       | Nation        |
| --------------------------- | ------------- |
| Médaille d'or, Afrique      | RD Congo      |
| Médaille d'argent, Afrique  | Kenya         |
| Médaille de bronze, Afrique | Angola        |
| 4e                          | Maroc         |
| 5e                          | Mali          |
| 6e                          | Tchad         |
| 7e                          | Tunisie       |
| 8e                          | Algérie       |
| 9e                          | Égypte        |
| 10e                         | Côte d'Ivoire |
| 11e                         | Nigéria       |
| 12e                         | Guinée        |

## Récompenses
L'équipe type est composée des joueurs suivants:
|  | Drapeau de la république démocratique du Congo | Maxi Munanga Shamba (MVP) |
|  | Drapeau de l'Angola                            | Edson Ndoniema            |
|  | Drapeau du Kenya                               | Tylor Ongwae              |
|  | Drapeau de la république démocratique du Congo | Jordan Sacko              |
|  | Drapeau du Kenya                               | Tom Wamukota              |

| Afro Can 2019 — Vainqueur 2019 |
| ------------------------------ |
| Congo 1er titre                |

| Meilleur joueur     |
| ------------------- |
| Maxi Munanga Shamba |